# Montecristo Río Escondido
Montecristo Río Escondido är en ort i Mexiko.   Den ligger i kommunen Maravilla Tenejapa och delstaten Chiapas, i den sydöstra delen av landet, 900 km öster om huvudstaden Mexico City. Montecristo Río Escondido ligger 320 meter över havet och antalet invånare är 219.
Terrängen runt Montecristo Río Escondido är huvudsakligen kuperad. Montecristo Río Escondido ligger nere i en dal. Runt Montecristo Río Escondido är det ganska tätbefolkat, med 67 invånare per kvadratkilometer. Närmaste större samhälle är Santo Domingo de las Palmas, 5,3 km nordväst om Montecristo Río Escondido. I omgivningarna runt Montecristo Río Escondido växer i huvudsak städsegrön lövskog.